# Bruno Pellandini

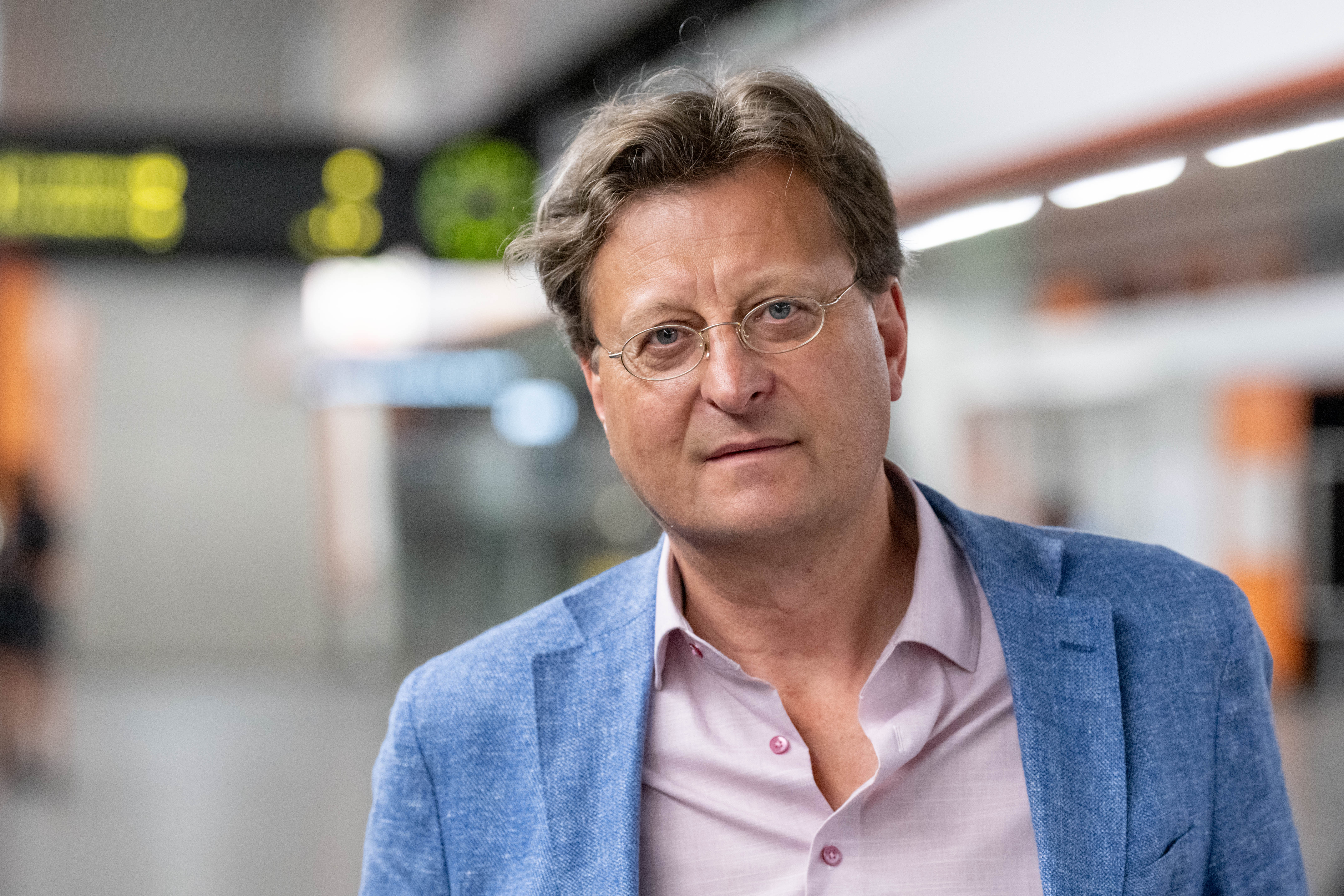
Bruno Pellandini (2025)

Bruno Pellandini (* 1. November 1966 in St. Gallen) ist ein Schweizer Schriftsteller und Dramatiker.

## Leben
Bruno Adriano Pellandini wuchs als Kind eines italienischsprachigen Vaters und einer französischsprachigen Mutter in der Ostschweizer Stadt St. Gallen auf. Die väterliche Familie stammt aus Arbedo im Kanton Tessin. Nach einer Ausbildung zum Bankkaufmann inskribierte er an der Universität Zürich, wo er Geschichte sowie Filmwissenschaft bei Christine Noll Brinckmann studierte. Er brach das Studium nach einigen Semestern jedoch wieder ab, als man ihm die Leitung eines Programmkinos anbot. Zu dieser Zeit entstanden erste Prosatexte.
1995 übersiedelte er nach Wien, nachdem er die Schauspielerin Johanna Orsini-Rosenberg kennengelernt hatte, mit der er verheiratet ist und einen Sohn hat. Er lebt heute in Wien und in Retz (Weinviertel).
Bruno Pellandini ist Verfasser von erzählerischen Werken und Theaterstücken.

## Auszeichnungen
- 2009: Österreichisches Dramatikerstipendium des BMUKK
- 2011, 2012: Arbeitsstipendien des BMUKK
- 2013: Werkbeitrag der Schweizer Kulturstiftung Pro Helvetia
- 2017/2018: Romstipendium Atelier Via Latini des Kantons St. Gallen

## Werke
- Coimbra – Eine asymptotische Erzählung. Sabon Verlag, St. Gallen 1995, ISBN 978-3-90792803-5.
- Kunštát oder die Gefrässigkeit der Natur. Tyden, Brno 1995, in der Übersetzung von Ludvík Kundera.
- Rosa Coeli. Erzählung für die Tonspur des gleichnamigen Films von Josef Dabernig. Eingesprochen von Branko Samarovski, 2003.[1]
- Malinovskij. Ein Rausch. Picus Verlag, Wien 2006, ISBN 978-3-85452499-1.
- Bärenjagd (Auftragswerk), Theater St. Gallen, 2008.
- Der Schnurrbart. Einakter, im Auftrag der Wiener Wortstätten, Wien 2009. In: anthologie wortstaetten 4. Wien 2009, ISBN 978-3-901899-42-3.
- Die Reni, ein Falott und ein Hallodri. In: Karin Bucher, Matthias Kuhn (Hrsg.): Die Mona Lisa von Trogen. Appenzeller Verlag, 2010, ISBN 978-3-85882536-0.
- Herna. Hörspiel für die Tonspur des gleichnamigen Films von Josef Dabernig.[2]
- Krawanker. Mit Radierungen von Markus Orsini-Rosenberg. Gesetzt und gestaltet von Jost Hochuli. Edition Krill, Wien 2010, ISBN 978-3-95025372-6.
- Bentley fahren. Bühnenstück für Schlagwerk und Schauspiel. Mit Johanna Orsini-Rosenberg und Paul Skrepek. UA Mai 2012 im Theater an der Gumpendorfer Straße, Wien.[3]
- Dieses altmodische Gefühl. Roman. Residenz Verlag, Wien 2016, ISBN 978-3-70171669-2.[4]
- Stabat Mater. Erzählung für den gleichnamigen Film von Josef Dabernig. Eingesprochen von Andreas Patton. 2017.[5]